# 安德里亞·多利亞號
安德里亞·多利亞號（SS Andrea Doria）是義大利航運公司（Italian Line）旗下的一艘大西洋豪華郵輪，於1953年投入運營。安德里亞·多利亞號於1956年沉沒事件因媒體廣泛報導而廣為人知，包括成功營救1,660名乘客和船員。
安德里亞·多利亞號以16世紀熱那亞海軍上將安德烈亚·多里亚命名，總註冊噸位為29,100噸，可容納約1,200名乘客和500名船員。 在當時義大利所有的船隻中，安德烈亞·多利亞號是最大、最快、據說也是最安全的一艘。安德里亞·多利亞號於1951年6月16日下水，母港為熱那亞，並於1953年1月14日首航。

## 船難
1956年7月25日，安德里亞·多利亞號在駛往紐約市途中，於美國馬薩諸塞州楠塔基特海岸與瑞典美國航線客輪斯德哥爾摩號（Stockholm）相撞。安德里亞·多利亞號因右舷側被擊中，進水後立即開始嚴重傾斜，導致一半的救生艇無法使用。因救生艇短缺可能會導致重大人員傷亡，幸運的是該船在碰撞後仍漂浮在水面超過11個小時。船員們冷靜、得體的行為，再加上通訊的改善以及其他船隻的快速反應，避免了一場與1912年鐵達尼號類似的災難。最終1,660名乘客和船員獲救並倖存，46人因碰撞而死亡。第二天早上，安德里亞·多利亞號翻船沉沒。 這次事故是1915年東島號在芝加哥傾覆以來美國水域發生的最嚴重的船難。
雖然兩艘船的救援工作都很成功，但碰撞的原因、責任歸屬及安德里亞·多利亞號殘骸引起媒體的持續關注和訴訟。災難發生後兩家航運公司在聽證會上達成了庭外和解協議，因此沒有正式公佈該事故原因。